# Estação Ferroviária de Friestas

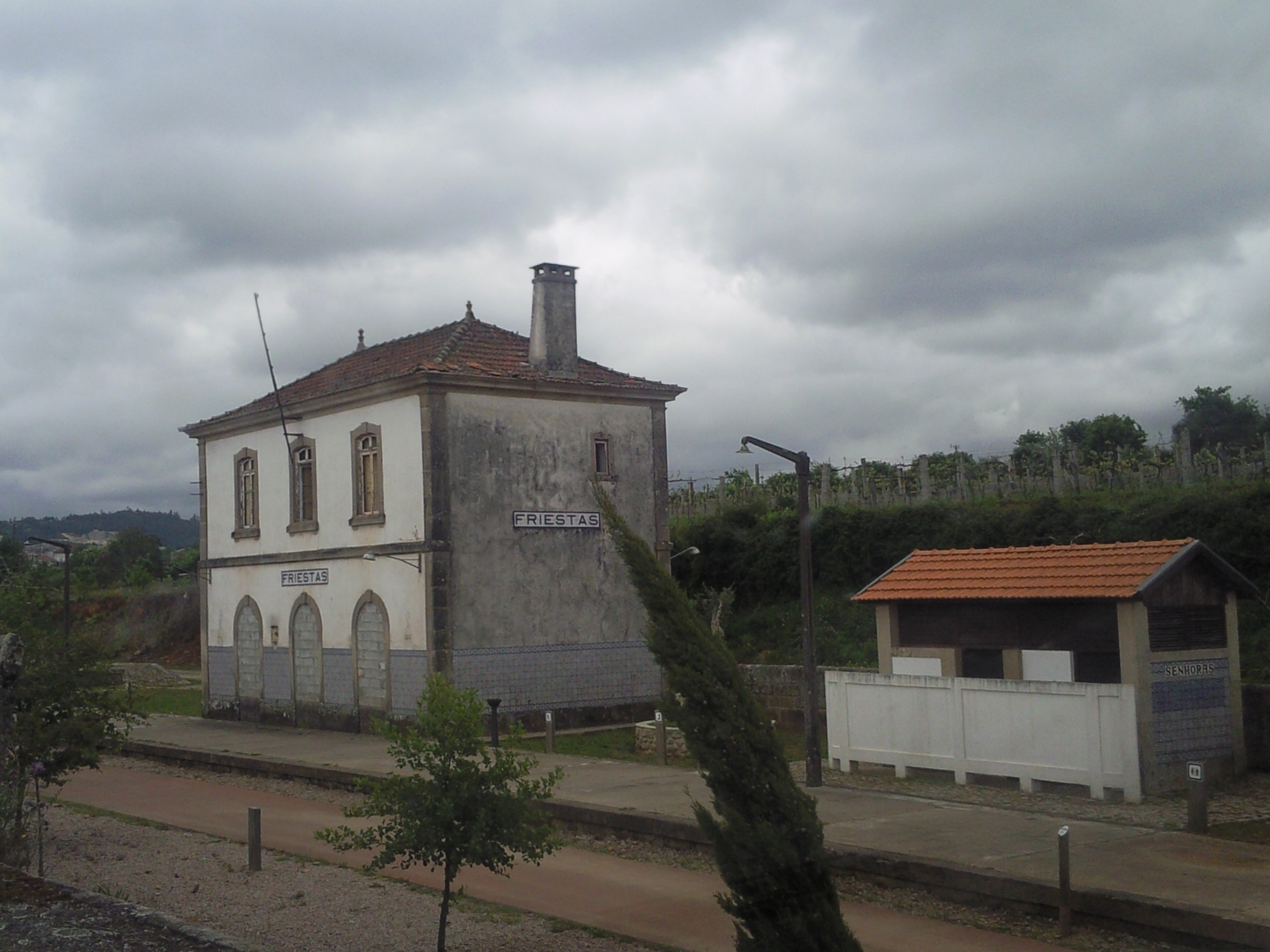
A estação de Friestas, já encerrada em 2009.

A Estação Ferroviária de Friestas é uma interface encerrada da Linha do Minho, que servia a localidade de Friestas, no concelho de Valença, em Portugal.

## História
Este apeadeiro fazia parte do troço da Linha do Minho entre Valença e Lapela, que foi aberto à exploração no dia 15 de Junho de 1913. Nos horários desse mês, Friestas tinha a categoria de estação, e era servida pelos comboios entre Porto - São Bento e Lapela.
Em 1971 este interface tinha ainda categoria de estação, mas em 1985 era já oficialmente considerado como apeadeiro, ainda que conservando o edifício de passageiros — que se situa do lado sul da via (lado direito do sentido ascendente, a Monção).

Em 2 de Janeiro de 1990, a empresa Caminhos de Ferro Portugueses encerrou a circulação dos comboios no lanço entre Valença e Monção.